# Pintor de Paris

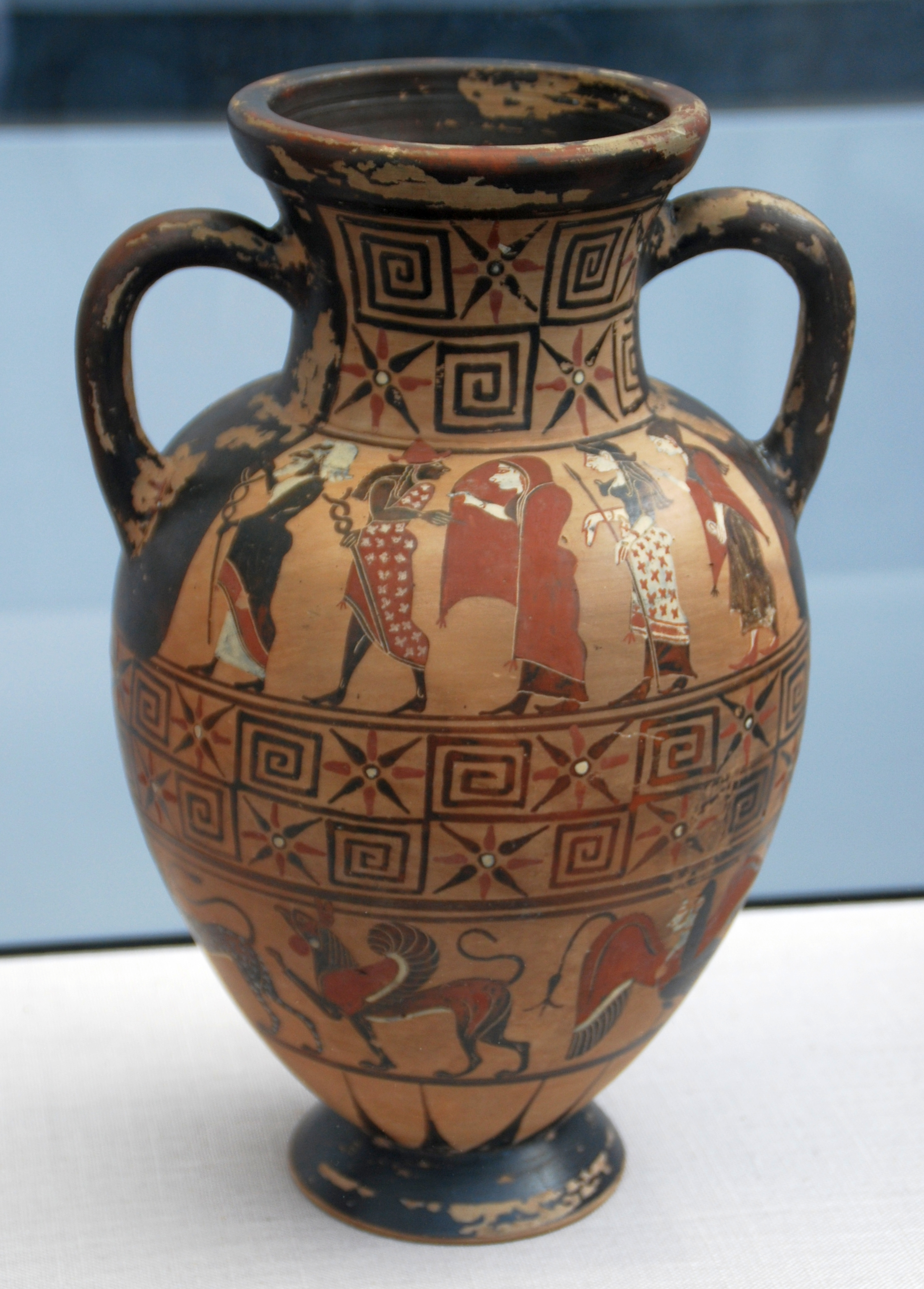
El Vaso de Múnich con el Juicio de Paris.

Pintor de París es el nombre convenido que recibe un antiguo pintor etrusco de vasos de estilo de figuras negras (pintura de vasos etrusco-corintio/etrusco-de figuras negras), activo en el tercer cuarto del siglo VI a. C.  Se le considera uno de los principales exponentes de los llamados vasos pónticos.
Su forma preferida eran las ánforas de cuello. También pintó hidrias, enócoes y platos. Fue un artesano preciso cuyas vibrantes imágenes revelan claramente influencias de la pintura de vasos ática y greco-oriental. Durante mucho tiempo se especuló que era un griego que emigró a Etruria desde Grecia oriental. Esta visión ya no se corresponde con el estado actual de la investigación. Probablemente fue el fundador, o al menos el maestro principal, de un taller probablemente ubicado en Vulci. Las ánforas áticas tirrenas, en particular, ejercieron una influencia particular en la creación de su propio estilo. Entre sus alumnos se encontraba el Pintor de Anfiarao, quien también ejerció una gran influencia en el Pintor de Ticio. El Pintor de Micali, el más importante pintor etrusco de vasos de figuras negras, también siguió la tradición de los "vasos pónticos" introducidos por el Pintor de París.
Recibió su apodo por la representación en un ánfora de cuello con el n.º inv. SA 837 en la Staatliche Antikensammlungen de Múnich, considerada una de las obras más importantes de la pintura de vasos de figuras negras. En ella, representa el Juicio de Paris en una imagen muy colorida. Otra representación importante, en un ánfora del Museo Británico n.º inv. BM 57 muestra la lucha de Heracles con Juno Sospita, una imagen poco común en la pintura de vasos, ya que representa un acontecimiento mitológico ajeno a la mitología griega. Además de temas mitológicos, representó principalmente frisos con centauros, comastas, jinetes y animales.